# Mycetophila bejaranoi
Mycetophila bejaranoi är en tvåvingeart som beskrevs av Duret 1981. Mycetophila bejaranoi ingår i släktet Mycetophila och familjen svampmyggor. Inga underarter finns listade i Catalogue of Life.